# Алька
Алька — река в России, протекает по Таборинскому и Туринскому районам Свердловской области. Устье реки находится в 31 км по правому берегу реки Большая Емельяшевка. Длина реки составляет 31 км.
В 8,5 км от устья по правому берегу реки впадает река Пыхталь.
Система водного объекта: Большая Емельяшевка → Тавда → Тобол → Иртыш → Обь → Карское море.

## Данные водного реестра
По данным государственного водного реестра России относится к Иртышскому бассейновому округу, водохозяйственный участок реки — Тавда от истока и до устья, без реки Сосьва от истока до водомерного поста у деревни Морозково, речной подбассейн реки — Тобол. Речной бассейн реки — Иртыш.
Код объекта в государственном водном реестре — 14010502512111200013066.